# Giyani Stadium
Giyani Stadium – stadion w Giyani w Republice Południowej Afryki. Na nim część swoich meczów rozgrywa klub piłkarski Black Leopards.